# Bársony István (színművész)
Bársony István, született Braun István (Budapest, 1882. február 2. – Budapest, 1956. április 2.) magyar színész, rendező.

## Családja
Braun Mór kereskedő és Ofner Sarolta fia. 1909. február 27-én házasságot kötött Heletya Gabriella színésznővel, 1914. május 6-án váltak el. 1924. október 16-án feleségül vette Dajbukát Ilona színésznőt.

## Életútja
Érettségi után a Budapesti Tudományegyetemen filozófiai tanulmányokat végzett, majd a Színművészeti Akadémiára járt, ahol 1902. október 26-án vizsgázott a Három testőr Bátky szerepében. Diplomát nem szerzett. Ezután Janovics Jenő szerződtette és Hódmezővásárhelyen lépett fel először a Nagymama Ernő szerepében. 
A Király Színház megnyitása évében annak tagja volt, azután a Royal Orfeum hívta meg, majd 1918 februárjában a Modern Színpad szerződtette, azután a Medgyaszay Színház és Andrássy úti Színház tagja volt. 1927. október 27-én az Új Színház főrendezőjének hívták meg. Mint kiváló parasztszínész elsőrangú volt a zsánerében, nejével, Dajbukát Ilonával egyetemben. 
1928 novemberében Németországban vendégszerepeltek, filmen is játszottak és különösen magyar paraszt-jeleneteikkel arattak nagy sikert. 1929 februárjában újra visszatértek az Andrássy úti Színház kötelékébe. Az 1930-as években az Országos Filmegyesület egyik alelnöke volt. 1930–31-ben az Omnia Kabaréban játszott. 1929-ben a Fővárosi Művész Színháznak volt a rendezője, 1931–33-ban pedig mint főrendező működött az Andrássy úti Színházban. 1934-ben a Bethlen téri Színházban rendezett, majd 1936–37-ben és 1938–39-ben a Belvárosi Színháznál volt. 
1939 és 1945 között nem léphetett színpadra. 1945 után a Pódium Kabaréban, az Arizona Irodalmi Varietében, majd a Kamara Varietében, 1948–49-ben a Belvárosi Színházban, 1954-ben pedig a Fővárosi Kis Színpadnál dolgozott. 1956-ban szívrohamban hunyt el.

## Főbb rendezései
- An-Sky: Dybuk
- Zsolt B.: Erzsébetváros
- Orbók A.: A népbiztos
- Dickens: Copperfield Dávid
- Kosztolányi D.–Lakatos L.: Édes Anna
- Lengyel J.: A nagy börtön
- Zsolt B.: Erzsébetváros
- Bródy S.: Lyon Lea
- Potter: Trilby

## Filmszerepei
- Bernáték kikocsiznak (1912, rövid)
- A gazdag ember kabátja (1912) – a kabát
- A Pál utcai fiúk (1917)
- Hány óra, Zsuzsi? (1930)
- Nevető Budapest (1930)
- Hyppolit, a lakáj (1931, magyar-német) – Weimann, Schneider barátja
- Címzett ismeretlen (1935) – Varga bácsi, postaszolga
- Szent Péter esernyője (1935) – parasztgazda
- Café Moszkva (1935) – Csajkás, katona
- Forog az idegen (1936)
- Mámi (1937)
- A férfi mind őrült (1937) – István, gazda
- Mai lányok (1937) – István, gazda
- Tokaji rapszódia (1937) – Csutorás, kocsis
- Tiszavirág (1938, magyar-német) – halász
- A varieté csillagai (1938, magyar-német) – Serna, állatszelídítő
- Aranyóra (1945) – Mukics Miska, kaszinózó úr
- Beszterce ostroma (1948) – Rebernyik, Zsolna városi altiszt
- Forró mezők (1948)
- Úri muri (1949)
- Déryné (1951)